# Listă de scriitori israelieni de limbă română
Aceasta este o listă de scriitori israelieni de limbă română:
- Alexandru Mirodan
- Alexandru Sever
- Virgil Duda
- Andrei Fischof
- Shaul Carmel
- Mirel Brateș
- Harry Bar-Shalom
- Geta Berghof
- I. Schechter
- Dorel Schor
- Maria Găitan-Mozes
- Iosef Eugen Campus
- Luiza Carol
- Bianca Marcovici
- Solo Juster
- Mariana Juster
- Carol Isac
- Eran Sela
- Zoltan Terner
- Solo Har-Herescu
- Gina Sebastian-Alcalay
- Felix Caroly
- Andrei Strihan
- Fancisca Stoleru
- Elena-Ester Tacciu
- Rodica Grindea
- Teșu Solomovici
- Madeleine Davidson
- Leon Volovici
- Magdalena Brătescu